# La fresque du climat
La fresque du climat est une association loi de 1901 française, fondée en décembre 2018, portée par l'ambition de sensibiliser le plus grand nombre aux enjeux climatiques à travers son atelier pédagogique et collaboratif, adapté à tous les publics. 
Animé par la communauté de fresqueurs et fresqueuses, l'atelier mise sur l'intelligence collective et permet de comprendre les causes et conséquences des changements climatiques en 3h. L'outil repose sur un jeu de 42 cartes, traduites dans plus de 45 langues, dont le contenu est issu des rapports scientifiques du GIEC (groupe d'experts intergouvernemental sur l'évolution du climat).

## Historique
L'atelier la fresque du climat est créé en 2015 par Cédric Ringenbach, ancien directeur de The Shift Project de 2010 à 2016,,  à l’occasion d’un cours fondé sur les travaux du GIEC. La dynamique du projet prend forme le 26 mars 2018 à l’issue d’un atelier organisé au Pôle Léonard de Vinci avec 900 étudiants et étudiantes, guidés par 30 animateurs et animatrices.
En décembre 2018, après trois ans de mise au point, l'association éponyme voit le jour pour diffuser l'atelier, accompagner et former la communauté des animatrices et animateurs.
La fresque du climat est membre associé du Bureau européen de l'environnement.

## Déroulé de l'atelier

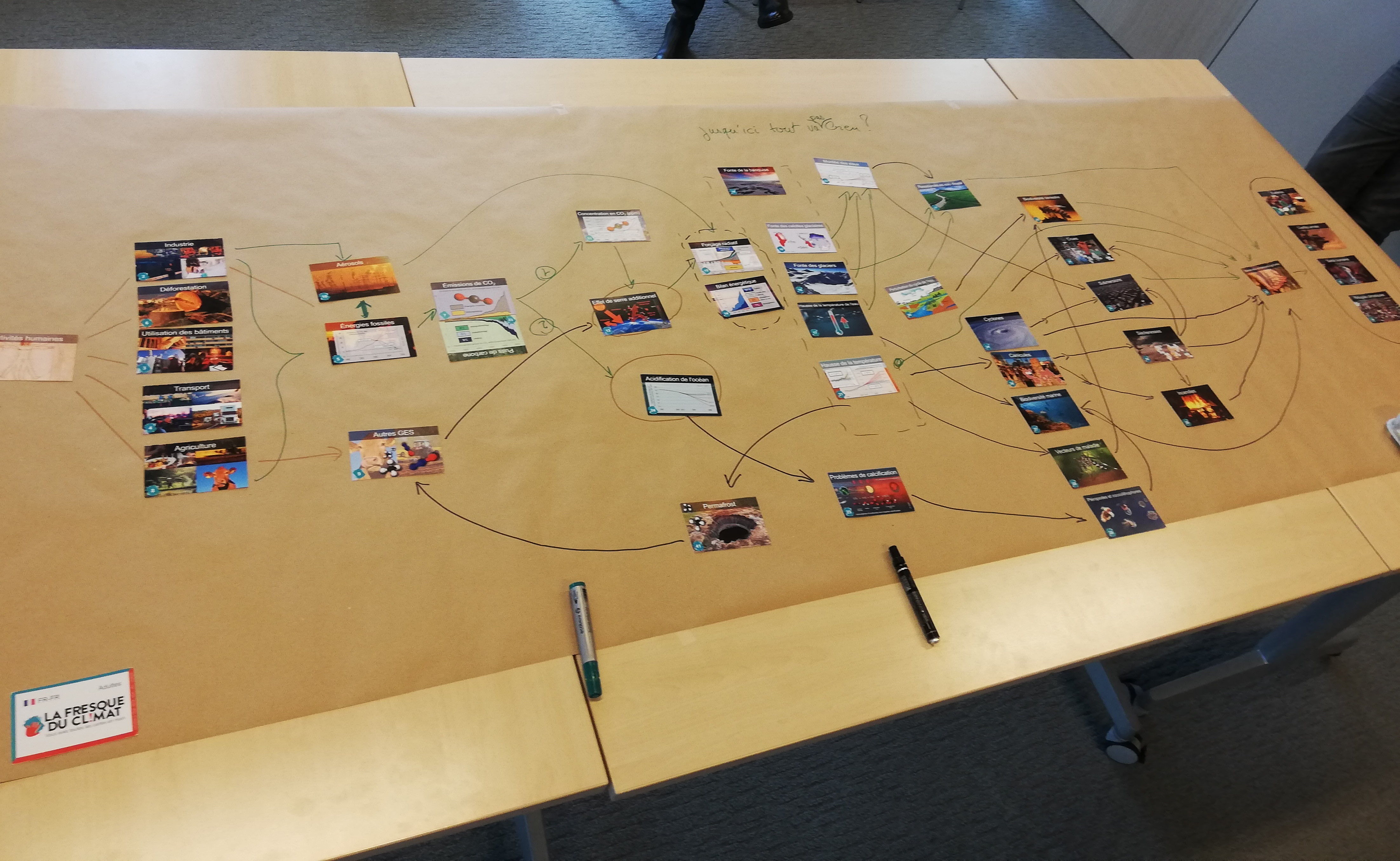
Illustration de la première phase d'une fresque du climat.

D'une durée de 3h, l'atelier est structuré en trois phases. 

### Réflexion
Cette première phase consiste à construire collectivement la fresque en reliant les 42 cartes selon des liens de cause et conséquences tels que présentés par le GIEC dans ses différents rapports,,. 

### Créativité
Pour cette deuxième phase artistique, les participants et participantes s'approprient la fresque en laissant libre cours à leur imagination et lui donnent un titre. 

### Débrief
La dernière phase consiste à échanger, avec bienveillance, sur ses émotions et ses positions permettant à chaque participant et participante d'exprimer son ressenti. Puis, de discuter des solutions individuelles et collectives à mettre en place pour lutter contre le changement climatique,.

## Public visé
La participation aux ateliers est ouverte à tout type de public : auprès du grand public, au sein des organisations tels que des établissements d'enseignement, du secteur public et des entreprises. 
L'atelier est proposé dans les collèges, lycées et dans l'enseignement supérieur depuis septembre 2019 dans le cadre de la « rentrée climat ». En février 2021, plus de 30 000 étudiants et étudiantes de l'enseignement supérieur ont participé à l'atelier.
Au sein du monde entrepreneurial, Suez est la première entreprise à annoncer son partenariat avec la fresque du climat en juin 2020 pour proposer un atelier à ses 90 000 salariés et salariées à travers le monde. Cette annonce est suivie par celle d'EDF qui s'engage avec l'association pour proposer l'ateliers auprès de ses 165 000 employées,,.
Les élus et le grand public font aussi partie du public cible. La fresque du climat (ainsi que 2tonnes) font partie des ateliers tests auprès des directeurs d'administration centrale, en vue de la formation des cadres de la fonction publique française (fonction publique d'État, fonction publique territoriale et fonction publique hospitalière) décidée par Élisabeth Borne en 2022,. Le volet sensibilisation de la formation des 25 000 cadres de la fonction publique, et à terme les 2,5 millions de fonctionnaires d'État, est finalement assurée par un groupement composé de La Fresque de la Biodiversité, Nicomak et OpenLande sur les constats d'une part et par l'association Nos vies bas carbone sur la partie leviers d'action d'autre part,,.
En février 2022, mille participants y avaient déjà pris part sur le sol américain. Outre des particuliers, des entreprises, des réseaux d’anciens élèves, l’ambassade de France, le consulat de France à New York, plusieurs écoles et universités (UC Berkeley, Columbia, MIT) y ont eu recours, notamment à des fins de renforcement d'équipe.
Le 5 avril 2023, l'association annonce que le cap du million de personnes sensibilisées est atteint,.

## Fresque quiz
La fresque quiz est un moyen de faire découvrir l'association et l'atelier dans un salon ou un lieu de passage puisqu'une partie des cartes de la fresque du climat est déjà placée sur un support vertical avec un cache devant,.

## Fresques «amies»
À la suite du succès rencontré par la fresque du climat, le format de l’atelier est repris et décliné par plusieurs autres structures sur d'autres thématiques. Les premières voient le jour dès 2019 (alimentation, biodiversité, océane, etc). Plus de 70 ateliers ont été recensés et certains abordent des sujets qui n'ont pas de rapport avec le changement climatique ou les enjeux environnementaux. Il n'y a a priori pas de charte des fresques amies : « Bien qu’elles reposent sur un fonctionnement similaire, ces ateliers et ces fresques sont différents et indépendants de la fresque du climat ».

## Réserves
Selon Reporterre, la fresque du climat plaît beaucoup aux entreprises du CAC 40 qui souhaitent former leurs salariés pour 3 € par participant et le média considère que « l’initiative se démarque plus par sa rentabilité que son efficacité dans la lutte contre le changement climatique ». Si beaucoup d'animateurs sont bénévoles, certains sont des animateurs professionnels indépendants et facturent l'animation d'une fresque 1 000 € à 1 500 € (certains professionnels animent également des ateliers de manière bénévole en parallèle). Certains animateurs professionnels pourraient atteindre 6 000 € de chiffre d'affaires mensuel. La licence oblige les animateurs indépendants à reverser « 10 % du montant facturé à l'association et 20 % si l'association est apporteuse d'affaires ».
La Fresque du climat ne parvient pas à  faire changer les comportements en profondeur. Cela peut s'expliquer entre autres par le fait que les efforts « n'ont de sens et ne sont possibles qu'avec l'action des pouvoirs publics et des entreprises ».
Selon Le Lierre, réseau écologiste des professionnels de l’action publique créé en 2019, la formation des cadres de l'État avec la fresque du climat et l'atelier 2tonnes « passe à côté de l'essentiel ». Ce réseau explique que « si la question climatique doit évidemment être traitée, elle ne saurait être présentée qu'enchâssée à l'intérieur de la question du vivant, qui la précède et la dépasse. » Outre ces enjeux de préservation des espèces animales et végétales, Le Lierre plaide aussi pour que les cadres de l'État soient sensibilisés à la finitude des ressources nécessaires pour transformer l'économie et atteindre l'objectif de neutralité carbone en 2050.